# Ил Казоне-Ла Казела (Ређо Емилија)
Ил Казоне-Ла Казела је насеље у Италији у округу Ређо Емилија, региону Емилија-Ромања.
Према процени из 2011. у насељу је живело 47 становника. Насеље се налази на надморској висини од 84 м.